# 1250-е п. н. е.

## Догађаји и трендови
- 1251. п. н. е. 7. септембар — Соларно помрачење[1]
- 1250. п. н. е. — Почетак Тројанског рата